# خاندان اردوبادی
خاندان اردوبادی که با نام خانواده نصیری هم شناخته می‌شد، خانواده‌ای ایرانی بود، که تبارشان به فیلسوف و حکیم، خواجه نصیرالدین طوسی می‌رسید.  خانواده اهل اردوباد، شهری در سواحل رودخانه ارس بود که اولین بار در طول نامی از آن خاندان فتوحات مغول ذکر شده‌است. پس از آن نام این خاندان از منابع ناپدید می‌شود و چند دهه بعد باری دیگر از آن یاد می‌شود زمانی که دودمان صفویان بر ایران و اطراف آن قرن ۱۵ میلادی حکومت خود را آغاز کرد. رهبر خانواده بهرام خان اردوبادی، به خدمت پادشاه صفوی (شاه) اسماعیل یکم (درگذشتهٔ ۱۵۰۱–۱۵۲۴ میلادی) درآمد. شاه اسماعیل او را به کلانتری اردوباد منصوب کرد.
فرزند بهرام، حاتم‌بیگ اردوبادی، بعداً جانشین پدر در مقام کلانترِ اردوباد شد و عنوان «بیگ» را دریافت کرد.  شاه عباس یکم او را وزیر اعظم کرد. او در ۱۶۱۰ یا ۱۶۱۱ میلادی درگذشت. وی فرزندی به نام طالب‌خان اردوبادی داشت، که بعداً از سال ۱۶۳۲ تا ۱۶۳۳ وزیر اعظم شاه صفی بود. در آن زمان، خواجه ساروتقی اعتمادالدوله به علت نقرت شخصیش نسبت به خانواده اردوبادی دستور کشتن او را داد. علت نفرت ساروتقی اعتمادالدوله آن بود که حاتم بیگ از دادن مقامی که پدر ساروتقی درخواست کرده بود، سر باز زده بود. 
یکی دیگر از اعضای خانواده، میرزا ابوالحسین بیگ اردوبادی، (خزانه‌دار باشی) شاه صفی بود. عضو دیگری از خانواده، میرزا نقی نصیری، علاوه‌بر آن که مجلس نویس (وقایع‌نویس) دربار بود، رسالهٔ مهمی هم دربارهٔ مدیریت امپراتوری نوشته‌است. 